# 出子
出子（しゅつし、紀元前708年 - 紀元前698年）は、秦の第4代公。寧公の第三子（末子）。

## 生涯
寧公7年（前708年）、寧公と魯姫子の間に生まれた。
寧公12年（前704年）、寧公が死んだ。大庶長の弗忌と威塁の三父は太子（のちの武公）を廃し、末子の出子を立てて秦君とした。出子はこのとき5歳であった。
出子6年（前698年）、11歳のとき、三父らの手先に殺された。三父らは長兄の武公を君に立てた。

## 参考資料
- 『史記』（秦本紀第五）。